# Jean Lanusse
Pour les articles homonymes, voir Jean Lanusse (député) et Lanusse.
L'abbé Jean Lanusse, né à Tonneins le 2 janvier 1818 et mort le 23 octobre 1905, fut l'aumônier de l'École spéciale militaire de Saint-Cyr de 1871 à sa mort.

## Biographie
Tout d'abord vicaire à l'église Saint-Pierre de Tonneins puis curé de Monheurt, il est ordonné prêtre en 1844. Il est aumônier militaire lors de nombreuses batailles telles que la campagne d'Italie, les expéditions du Mexique, dont la bataille de Camerone et le siège de Puebla. Il participe à la guerre de 1870, dont la bataille de Sedan.
Décoré de nombreuses fois, il porte habituellement 25 décorations lesquelles sont conservées au musée du Souvenir à Coëtquidan.
Il devient aumônier militaire aux Armées en 1859, affecté à Saint-Cyr-l'École en 1871 où il terminera sa carrière en 1905.
Il est décoré de la Légion d'honneur : chevalier par décret du 22 février 1865 puis officier par décret du 4 mai 1889 : le 23 mars 1890, les insignes d'officier lui sont remis par le général commandant l'École.
En 1896, l'Académie française lui décerne le prix de vertu Montyon, la même année il est présenté par Félix Faure au tsar Nicolas II lors de sa visite à Paris les 5 et 9 octobre.
En 1898, il est élevé à la dignité de protonotaire apostolique par Léon XIII.
À Tonneins, sur la maison située au 21 cours de l'Abbé-Lanusse se trouve une plaque qui signale que cette habitation fut la sienne.
Il décède le 23 octobre 1905 à Saint-Cyr-l'École où ses obsèques sont célébrées le 27 octobre. Il est enterré le 30 octobre suivant à Tonneins, selon sa volonté. Sa tombe se situe le long du mur extérieur entre les deux portes du cimetière.

## Publications
- 1891 - Les Héros de Camaron, Paris, Marpon et Flammarion, préface par Boyer d'Agen
- 1892 - L'Heure suprême à Sedan par l'abbé Lanusse, aumônier de l'École militaire de Saint-Cyr, Paris, Marpon et Flammarion, 381 pages
- 1893 - Vingt minutes dans la vie d'un peuple par Abbé Lanusse, E. Flammarion, 1893[9]
- 1898 - Gloires et souvenirs militaires d'après les mémoires du canonnier Bricard, du maréchal Bugeaud, du capitaine Coignet, d'Amédée Delorme, du timonier Ducor, du général Ducrot, de Maurice Dupin, du lieutenant général Duc de Fezensac, du sergent Fricasse, de l'abbé Lanusse, du maréchal Marmont duc de Raguse, de Charles Mismer, du colonel de Montagnac, de Napoléon Ier, du maréchal de Saint-Arnaud, du comte Philippe de Ségur, du général de Sonis, du colonel Vigo-Roussillon, par Charles Bigot, Charles Mismer, Bricard, Bugeaud, Coignet, Amédée Delorme, Ducor, Ducrot, Maurice Dupin, Fezensac, Fricasse, Lanusse (Abbé), Raguse, Montagnac, Napoléon Ier, Saint-Arnaud, Philippe Paul Ségur, Sonis et Vigo-Roussillon, préface de Charles Bigot, Paris, Hachette et Cie Librairie[10]
- 1899 - Des braves par Mgr Lanusse, Paris, Flammarion
- 1904 - Allocution de l'aumônier de Saint-Cyr (Mgr Lanusse) à l'occasion de ses noces de diamant, Impr. de G. Ferrier, 12 pages
- 1973 - Les Vaincus du 5 mai Jean Efrem Lanusse, prologue et notes par Marte R. Gómez, (Siège de Puebla, 5 mai 1862), Mexico : Fondo de Cultura Económica[11]